# 미카 포우탈라
미카 크리스티안 포우탈라(핀란드어: Mika Kristian Poutala, 1983년 6월 20일~)는 핀란드의 은퇴한 스피드스케이팅 선수이다. 500m와 1000m의 단거리 전문 선수이며, 특히 스타트가 빠른 것이 특징이다. 2010년 동계 올림픽 500m에서는 1차 시기에서 대한민국의 모태범을 제치고 1위를 하였으나, 2차 시기에서 11위로 밀려 합계 5위로 메달을 따지는 못했다.